# A Banda Mais Bonita da Cidade
A Banda Mais Bonita da Cidade és una banda brasilera de música popular i indie rock, formada l'any 2009, i que es va fer coneguda dins i fora del país amb el vídeoclip de la cançó Oração, publicat a YouTube el 2011. El grup està format per Uyara Torrente com a vocalista, Vinícius Nisi al teclat, Marano al baix, Luís Bourscheidt a la bateria i, actualment, Thiago Ramalho a la guitarra. Fins a inicis del 2014 el guitarrista oficial de la banda va ser Rodrigo Lemos, qui va deixar el grup per a seguir la seva carrera en solitari.

## Història
La banda es va formar el 2009 amb la proposta de cantar les composicions d'artistes locals. Des de llavors, va buscar temes de diversos compositors, va triar cançons i va procedir a realitzar-los arranjaments per a donar amb l'estil del grup.
El grup va actuar diversos cops al Bar Wonka, a Curitiba, com l'espectacle Canções de Inverno ("Cançons d'hivern") de Luiz Felipe Leprevost, i l'espectacle A Saudade Mata Gente, Panaca ("La nostàlgia mata gent, burro") d'Uyara Torrente. Es va anar creant i desenvolupant la idea de produir les cançons de compositors curitibans.
Arran del videoclip d'Oração, que va ser un gran èxit, la banda va participar en els premis MTV Vídeo Music del Brasil 2011 en la categoria Clip web, sent, no obstant això, derrotada per la banda Uó amb la cançó Shake de Amor.

### Oração
El videoclip d'Oração va ser gravat en pla seqüència i va ser publicat a YouTube el 13 de maig de 2011. Va rebre gairebé 5 milions de visualitzacions en tot just tres setmanes. Va ser considerat la revelació musical i el videoclip de la setmana (18 de maig de 2011) pel website d'MTV Brasil.
El vídeo va ser gravat el dia de l'aniversari de la vocalista (feia 24 anys) en una finca centenària propietat de l'àvia d'una amiga de la banda, a la ciutat de Rio Negro, a Paraná. Aquest no tenia necessàriament la intenció de ser un videoclip, sinó un registre del treball amb 16 amics de diferents regions del Brasil.
La idea del videoclip consisteix en el fet que el cantant Leo Fressato és filmat en temps real, mentre passeja pels passadissos de la casa amb una gravadora de veu. Pel camí va trobant músics que l'acompanyen amb diversos instruments. La cançó està composta, bàsicament, per la repetició d'una tornada i una estrofa amb quatre versos durant sis minuts. Considerada de ritme contagiós, la cançó es va tornar un èxit a les xarxes socials per la lletra simple amb un missatge fàcil d'interpretar, convertint-se en un viral brasiler a YouTube.

## Discografia

### A Banda Mais Bonita da Cidade
Encara l'any 2009, el teclista de la banda Vinícius Nisi usava el seu canal de YouTube amb el nom «Vini83» per a publicar vídeos de la banda en concerts i també en enregistraments casolans. Una d'aquests enregistraments va ser el vídeo d'Oração, que va tenir un èxit relatiu i va ajudar molt en la divulgació del treball de la banda. La banda va utilitzar el lloc Catarse.me, un lloc que promou el finançament col·lectiu de projectes culturals, per a recaptar fons per a la producció de cada pista del seu primer CD, prometent premiar als col·laboradors amb CDs personalitzats, samarretes, participació en festes de la banda i fins i tot dibuixos fets per la vocalista Uyara Torrente. L'àlbum es va penjar per a descàrrega gratuïta al lloc web oficial de la banda el 31 d'octubre del 2011 i es va llançar oficialment el 12 de desembre del 2011 en un espectacle al Teatre Guairinha, a Curitiba. Després d'això, la formació va continuar realitzant concerts al Brasil i també a Portugal, França, Espanya, l'Argentina i l'Uruguai.

### Canções que vão morrer no ar
L'any 2012, A Banda Mais Bonita da Cidade i el cantant China van realitzar, els dies 15 i 16 de juny, el concert Canções que vão morrer no ar ("Cançons que moriran en l'aire") al Teatre Paiol, a Curitiba.
La bona repercussió del concert va resultar en la creació d'un vinil compacte de set polzades, compost per dues cançons: Terminei indo (cara A) i Só serve pra dançar (cara B), les dues escrites per China, sent la primera una col·laboració de Yuri Queiroga i Jr. Black. El disc va ser publicat el 15 de desembre del mateix any, també a Paiol, amb el mateix concert de juny. A causa de la gran demanda d'entrades per al concert, la banda va obrir una sessió extra de presentació que es va realitzar poc després del llançament oficial del vinil. Es va penjar per a descàrrega gratuïta un EP inèdit compost per cinc cançons, incloent les dues que porta el vinil.

### O mais feliz da vida
A l'octubre de 2013 la banda va publicar l'àlbum O Mais Feliz da Vida, disponible gratuïtament al lloc oficial i també a la venda a iTunes.

### Ao Vivo no Cine Joia
A Banda va llançar l'any 2016 un CD + DVD, enregistrat en directe al Teatre Joia de São Paulo.

### De cima do mundo eu vi o tempo
El 2017 el grup va publicar el seu tercer àlbum d'estudi. Un any més tard, van reeditar l'àlbum en versió instrumental.

### Maré alta, enfim
El 2023, després d'una llarga espera, A Banda mais Bonita da Cidade va publicar un nou EP amb 5 cançons inèdites.

## Membres

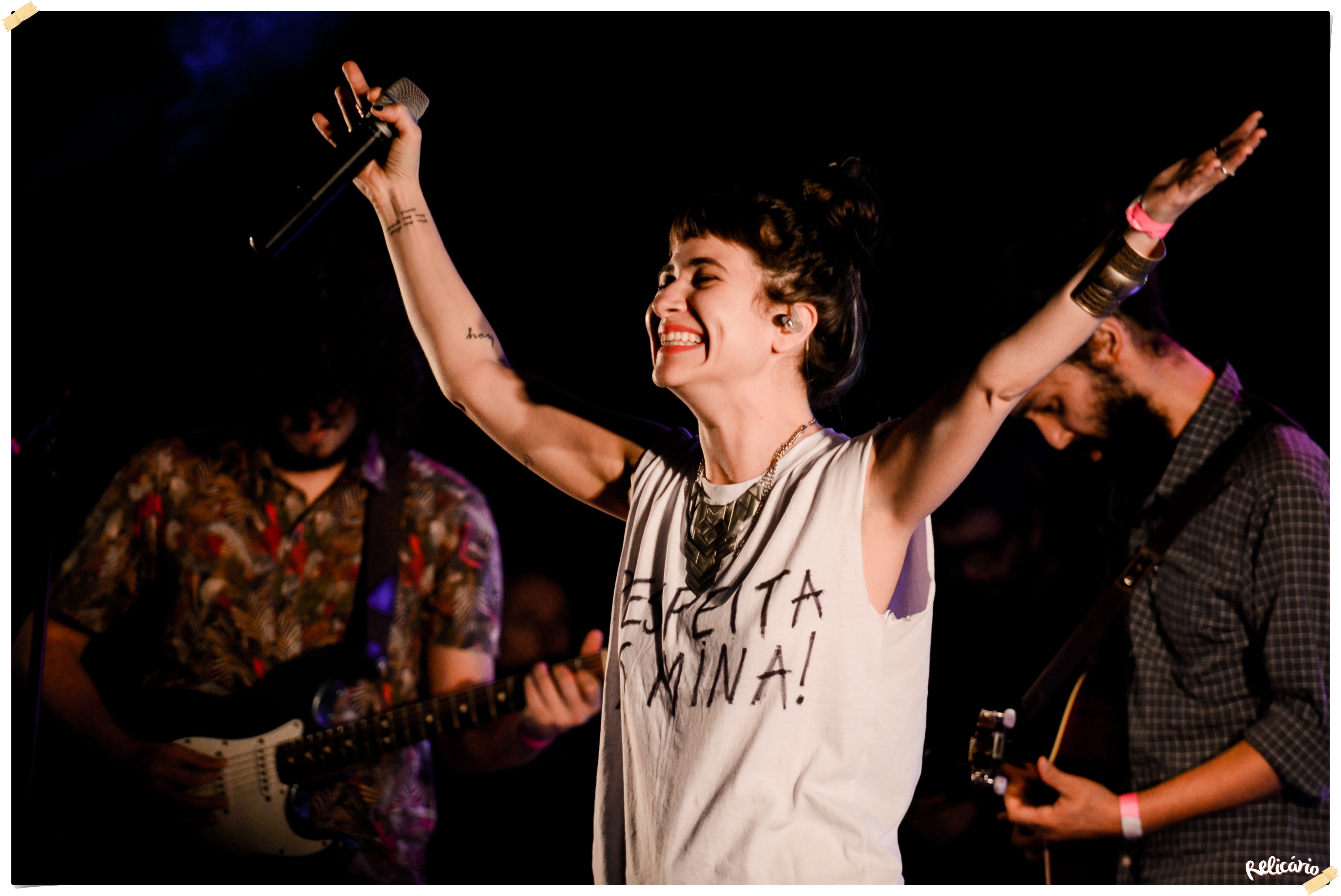
Uyara Torrente, solista del grup.

- Uyara Torrente, vocalista
- Vinícius Nisi, teclat
- Thiago Ramalho, guitarrista
- Marano, baixista
- Luís Bourscheidt, bateria

### Membres anteriors
- Rodrigo Lemos, guitarra (2009-2014)